# Лаґ (кратер)
Кратер Лаґ (англ. Craters Lug) — метеоритний кратер на Європі, супутнику Юпітера.

## Характеристики
Утворився на місці падіння на поверхню супутника Європа космічного метеорита, якого притягнув у свою орбіту масивний Юпітер. Внаслідок чого сформувався ударний кратер з діаметром 11 кілометрів. Центр кратера розташовано за координатами 27.99° пн. ш., та 44.31° сх. д.
Вперше про льодовий кратер довідалися у 2006 році, після дослідження поверхні супутника телескопами з Землі. Названий на ім'я Лаґ, бог світла та майстер "всіх ремесел" в ірдандській міфології.

## Ланки
- Картка об'єкту [Архівовано 11 серпня 2018 у Wayback Machine.](англ.)